# Frontière entre Cuba et les États-Unis
La frontière entre Cuba et les États-Unis est la frontière internationale intégralement maritime qui délimite Cuba des États-Unis dans le détroit de Floride.
En 1977, un traité fixe une ligne de démarcation en 17 points entre la Floride et l'île de Cuba. Elle marque la frontière maritime internationale entre les deux États,  nécessaire pour faciliter l’application de la loi et la gestion des ressources, et pour éviter les conflits dans les zones maritimes de deux cents milles qui se chevauchent. 
Le traité a été signé à Washington D.C. le 16 décembre 1977 et stipulait que l’accord frontalier était provisoire pour deux ans et deviendrait permanent lorsque les deux États l’auraient ratifié. Le président Jimmy Carter a transmis le traité au Sénat le 19 janvier 1978, et des audiences ont été tenues par le Comité des relations étrangères le 30 juin 1980. Cependant, le Sénat n’a jamais voté le traité, il n’est donc pas encore entré en vigueur. En attendant son approbation, Cuba et les États-Unis ont maintenu provisoirement la ligne de démarcation convenue par une série d’accords exécutifs renouvelés tous les deux ans.
Un autre segment est sujet à revendication autour de la base navale de la baie de Guantánamo qui forme une queue de poêle dans la province du même nom puisqu'il s'agit officiellement d'un bail.
Enfin, autour de l'île de la Navasse, une des îles mineures éloignées des États-Unis, il y a un conflit de revendication.

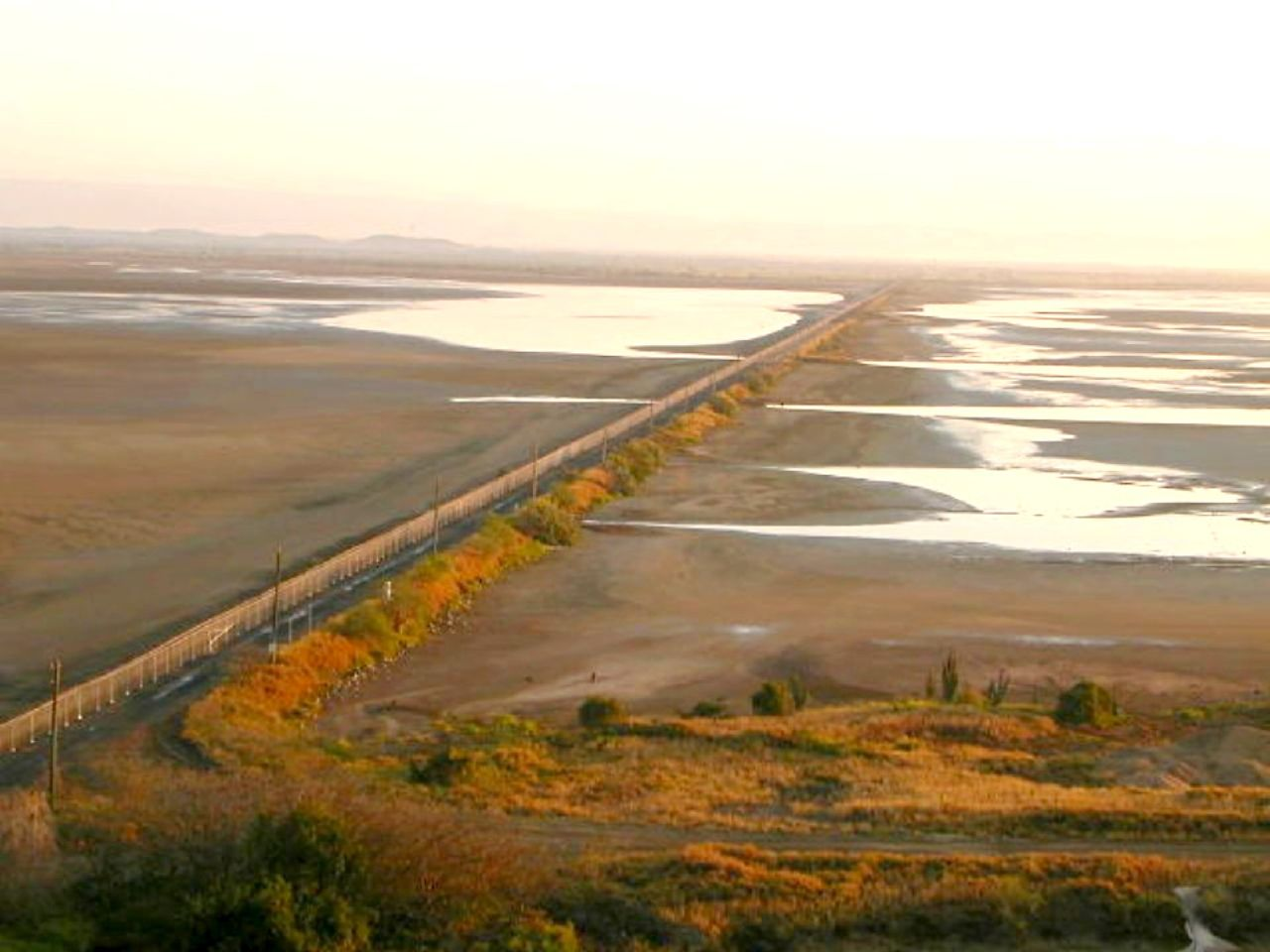
Frontière délimitée par une clôture entre la base navale de la baie de Guantánamo (à droite) et le reste de Cuba (à gauche).